# Francisco Rivas
José Francisco Rivas (* 8. April 1924 in San José; † 20. März 2020 in León, Guanajuato, Mexiko) war ein costa-ricanischer Fußballspieler, dessen Stammplatz sich im linken Mittelfeld befand.

## Leben
Rivas begann seine fußballerische Laufbahn beim Club Sport La Libertad, mit dem er 1942 die costa-ricanische Fußballmeisterschaft gewann. Zu Beginn der Saison 1944/45 wurde er vom mexikanischen León FC verpflichtet.
Ein Jahr später wechselte Rivas zum Stadtrivalen Club San Sebastián, bei dem er von 1945 bis 1950 unter Vertrag stand und für den er in der höchsten Spielklasse insgesamt 41 Tore erzielte. Seine Bestmarke setzte er in der Saison 1947/48, in der ihm 14 Treffer gelangen. Seine erfolgreichste Begegnung war das Heimspiel gegen den Club Deportivo Oro am 23. April 1950, als er drei Tore zum 5:2-Sieg seiner Mannschaft beisteuerte.
Bei Oro hatte die Begegnung mit seinen drei Treffern offensichtlich eine so große Wirkung hinterlassen, dass sie Rivas zur folgenden Saison 1950/51 verpflichteten, für die er in den folgenden drei Jahren spielte und insgesamt 19 Treffer in der höchsten Spielklasse erzielte.
Von 1953 bis 1956 stand Rivas zum Abschluss seiner aktiven Laufbahn beim Puebla FC unter Vertrag. In diesem Zeitraum gelangen ihm weitere insgesamt 7 Treffer in der Liga.